# 凤山查氏宗祠
凤山查氏宗祠位于中国江西省上饶市婺源县浙源乡凤山村，2013年被列为第七批全国重点文物保护单位。
查氏宗祠建于1664年，当时徽州知府题名孝义祠，1854年曾遭兵毁，1864年重建，1898年扩建。孝义祠占地2460多平方米，由广场、花园、大天池、大礼堂、后堂等部分组成。